# Småland
Småland er en historisk provins (landskap) i den østlige del af Götaland i det sydlige Sverige, som i nord har grænse til Östergötland, i syd til Skåne og Blekinge, i vest til Halland og Västergötland, og i øst kyst mod Østersøen. Det højeste punkt er Tomtabacken på 377 meter over havet. I Småland indgår hele Kronobergs län, større dele af Jönköpings län samt fastlandsdelen af Kalmar län. Smålands areal er 29.330 km², og indbyggertallet 708.986. Smålands tre største byer er Jönköping, Växjö og Kalmar.
Til Småland medregnes også dele af Östergötlands län (Tryserums, Östra Eds, Gärdserums og Hannäs sogne) samt dele af Hallands län (Femsjö, Färgaryds, Jälluntofta, Långaryds og Södra Unnaryds sogne og dele af Västra Torups sogn).
Størstedelen af Småland tilhører Växjö stift. Sognene i Västerviks kommune, den nordlige del af Oskarshamns kommune (Kristdala og Misterhult), samt hele Vimmerby, Hultsfreds, Eksjö, Aneby og Tranås kommuner tillhører Linköpings Stift. Mindre dele af Jönköpings kommune (Norra Mo) og Gislaveds kommune (Norra Hestra, Stengårdshult, Norra Unnaryd, Öreryd og Valdshult) hører til Skara Stift.
Småland er et af Sveriges sørigeste områder. I dalene og omkring søerne har man gennem århundreders slid ryddet jorden for sten. Stensatte gårde og stenvarder er monumenter over hårdt arbejde. Ældre tiders landskaber var mere åbne; man holdt nåleskovene på afstand ved at afbrænde dem samt ved græsning. Jordbruget var langt ind i 1800-tallet det vigtigste erhverv, i særdeleshed på den næringsrige jord på Södra Möreslätten ved Kalmar. Den stenede morænejord i de indre dele af Småland forhindrede bønderne i at finde større opdyrkningsland. I 1800-tallet tørlagde man mange moser for at indvinde jord.
Småland har fået sit navn fordi de mange "små lande" beliggende syd for Öster- og Västergötland, som ikke sluttede sig sammen i et landskapsförbund. Ydre, Kinda, Tveta, Vista, Vedbo, Tjust, Sevede, Aspeland, Handbörd, Möre, Värend, Finnveden og Njudung. Muligvis medregnede man oprindeligt også Öland blandt de "små lande". Ydre og Kinda hører i dag til Östergötland. Hvert af de "små lande" havde eget ting og egen lov.
Begrebet "smålændinge" er der eksempler på så tidligt som i Upplandsloven. Ifølget sagnet udmærker smålændinge sig ved sejhed, opfindsomhed og foretagsomhed. Småindustrier, som dem i Anderstorp, Ekenässjön og Gnosjö, vidner om dette. 1700-tallets interesse for jerntråd fulgtes af nye produkter som hårnåle, kedler, strikkepinde, sikkerhedsnåle og rottefælder. Stormagtstidens krig gav våbenfabrikken Husqvarna gode konjunkturer. Brødrene Lundström åbnede i begyndelsen af 1840'erne Jönköpings Tändsticksfabrik, som blev en verdensindustri.

## Historie
Uddybende artikel: Smålands historie
I vikingetiden produceredes jern i det mose- og sørige Småland. Fra begyndelsen af 1400-tallet var der tale om bjergværksdrift, da man begyndte at bryde malm i Tabergområdet. I løbet af 1500- og 1600-tallet fik anvendelsen af jern et opsving, da udenlandske smede begyndte at lære nye metoder fra sig. Fra midten af 1800-tallet overtog skovbrug og glasværkerne jernværksdriftens rolle. Under industrialiseringen begyndte mange at arbejde på fabrik, men mange beholdt også torpet for levebrødets skyld. Den store befolkningstilgang medførte sult og fattigdom, hvorfor mange torpefamilier udvandrede til Nordamerika.
I middelalderen var Kalmar Sveriges største by, hvor tyske købmænd sikrede jerneksporten.
Smålandske byer er flere gange blevet helt eller delvist ødelagt af ildebrand og krig. Växjö blev ødelagt af brand i 1838 og 1843, og kun lidt byggeri fra den gang er bevaret. Västervik blev flammernes bytte under danskernes plyndringstogter i 1600-tallet, også Jönköping blev ramt gentagne gange. Eksjö har bevaret det meste af sit middelalderlige udseende, på trods af en ødelæggende brand i midten af 1800-tallet. Halvdelen af byen blev ødelagt og man besluttede sig for at bevare den tilbageværende halvdel. Alle disse bybrande medførte efterhånden at byerne fik vejnetsplanlægning og i slutningen af 1800-tallet huse af sten. Heller ikke i nyere tid har byerne undgået brande. I 1953 udbrød der brand i det centrale Ljungby, hvor store dele af det daværende centrum blev ødelagt, mens en del af Värnamo blev ødelagt af en brand i 1955. I 2002 ødelagdes en stor del af Jönköpings bevarede træhuskvarter i den østlige del af centrum.

## Geografi

### Større søer
- Bolmen
- Helgasjön
- Möckeln
- Rusken
- Sommen
- Vidöstern
- Virestadssjöarna
- Vättern
- Åsnen

### Større øer
- Bolmsö
- Visingsö

## Kendte smålændinge
- Björn Afzelius, sanger, komponist, tekstforfatter og guitarist
- Alice Babs, sanger, svensk melodi grand prix-vinder i 1958
- John Bauer, kunstner
- Stig Cederholm, forfatter
- Sten-Åke Cederhök, revyartist
- Nils Dacke, bonde- og oprørsleder
- Stefan Edberg, tennisspiller
- Albert Engström, kunstner, forfatter
- Elias Fries, naturforsker
- Agnetha Fältskog, sanger, medlem af popgruppen ABBA
- Hilding Gavle, skuespiller
- Ludde Gentzel, skuespiller
- Dag Hammarskjöld, statsråd, generalsekretær for FN
- Hjalmar Hammarskjöld, statsminister, landshøvding
- Alf Henriksson, forfatter
- Gunnar Olof Hyltén-Cavallius, kulturforsker
- Ingvar Kamprad, entreprenør, grundlægger af IKEA
- Ellen Key, kvindesagsforkæmper og forfatter til blandt andet "Barnets århundrede"
- Pär Lagerkvist, forfatter, digter, nobelprismodtager
- Astrid Lindgren, forfatter
- Per Henrik Ling, skjald, "den svenske gymnastiks fader"
- Carl von Linné, naturforsker
- Sven Ljungberg, kunstner
- Vilhelm Moberg, forfatter
- Ingemar Mundebo, statsråd, generaldirektør, medlem af Folkpartiet liberalerna
- Christina Nilsson, operasanger
- Charlotte Perelli, sanger, svensk melodi grand prix-vinder i 1999
- Nina Persson, sanger, medlem af popgruppen The Cardigans
- Axel Peterson (Döderhultarn), træskulptør
- Lena Philipsson, sanger, svensk melodi grand prix-vinder i 2004
- Johan Helmich Roman, komponist, "den svenske musiks fader"
- Viktor Rydberg, forfatter
- Dag Sandahl, præst
- Lina Sandell, teolog, digter, salmedigter og forfatter
- Peter Lorens Sellergren, præst, vækkelsesleder
- Margareta Strömstedt, forfatter
- Göran Söllscher, klassisk guitarist, professor
- Carl Peter Thunberg, orientalist, botaniker, opdagelsesrejsende
- Karl Vennberg, forfatter
- Mats Wilander, tennisspiller
- Elin Wägner, forfatter, akademiledamot (medlem af Svenska Akademien)

## Kommuneri Småland

### Jönköpings län
- Aneby kommune
- Eksjö kommune
- Gislaveds kommune
- Gnosjö kommune
- Jönköpings kommune
- Nässjö kommune
- Sävsjö kommune
- Tranås kommune
- Vaggeryds kommune
- Vetlanda kommune
- Värnamo kommune

### Kalmar län
- Emmaboda kommune
- Hultsfreds kommune
- Högsby kommune
- Kalmar kommune
- Mönsterås kommune
- Nybro kommune
- Oskarshamns kommune
- Torsås kommune
- Vimmerby kommune
- Västerviks kommune

### Kronobergs län
- Alvesta kommune
- Lessebo kommune
- Ljungby kommune
- Markaryds kommune
- Tingsryds kommune
- Uppvidinge kommune
- Växjö kommune
- Älmhults kommune

### Hallands län
- Hylte kommune